# Anuropus sanguineus
Anuropus sanguineus là một loài chân đều trong họ Anuropidae. Loài này được Nunomura miêu tả khoa học năm 1983.